# Kristianopels landskommun
Kristianopels landskommun var en tidigare kommun i Blekinge län.

## Administrativ historik
Kommunen inrättades som landskommun i Kristianopels socken i Östra härad i Blekinge när 1862 års kommunalförordningar trädde i kraft.
I landskommunen återfanns municipalköpingen Kristianopel. Vid den landsomfattande kommunreformen 1952 inkorporerades denna landskommun i Jämjö landskommun och municipalköpingen upplöstes.
Området tillhör sedan 1971 Karlskrona kommun.

## Politik

### Mandatfördelning i Kristianopels landskommun 1938-1946
| 8 | 13 |

| 21 |

| 7 | 7 | 4 | 3 |

| 20 |

| 7 | 5 | 6 | 3 |

| 18 | 3 |